# Здание Елизаветинского детского приюта
Здание Елизаветинского детского приюта — здание Детского приюта Елизаветинского благотворительного общества, построенное в 1892 году по проекту архитектора Александра Попова. Объект культурного наследия России.

## Описание
По соседству с Меншиковой башней в Архангельском переулке стоит кирпичный двухэтажный терем в «русском стиле». Это здание Детского приюта Елизаветинского благотворительного общества, построенное в 1892 году по проекту архитектора Александра Попова.
Основательницей и попечительницей благотворительного общества была великая княгиня Елизавета Федоровна, супруга московского генерал-губернатора (с 1891 года) великого князя Сергея Александровича ныне причисленная к лику святых новомучениц Российских.
В 1892 году по инициативе 28-летней великой княгини было создано получившее её имя благотворительное общество для «законных младенцев беднейших матерей», сирот и «детей порочных родителей». Детский приют в Архангельском переулке был построен в том же году; его торжественно открывали при участии самой Елизаветы Федоровны.
Согласно опубликованным отчетам Елизаветинского общества, за четверть века своей деятельности, до 1917 года, оно позаботилось о девяти с лишним тысячах детей (6000 были помещены в приюты и ясли, семьям остальных выплачивали пособия). Матери-вдовы получили от общества 13 тысяч пособий на сумму 120 тысяч рублей, а на содержание приютов и яслей Елизаветинское общество потратило за эти годы более миллиона рублей.

### Настоящее время
В 2009 году Правительство Москвы включило здание Детского приюта в официальный перечень объектов культурного наследия регионального значения.
Здание несет социальную функцию и в настоящее время — здесь работает стоматологическая поликлиника 53 (ГАУЗ СП № 53 ДЗМ) . Часть здания занимает молочная кухня.